# GR-10.3
El sendero de Gran Recorrido GR-10, y europeo E-7, está integrado dentro de la red de Senderos Europeos de Gran Recorrido. Su longitud es de 1.600 km y comunica la localidad valenciana de Puzol con Lisboa sirviendo de unión entre el Mar Mediterráneo y el Océano Atlántico. 
Este sendero tiene una variante en la  provincia de Ávila, el GR 10.3 de 61,36 km que transcurre a los pies de la Sierra de la Paramera, en pleno Valle del Alto Alberche, desde Cebreros hasta Navalosa donde vuelve a enlazar con el GR 10 que viene de Navatalgordo.

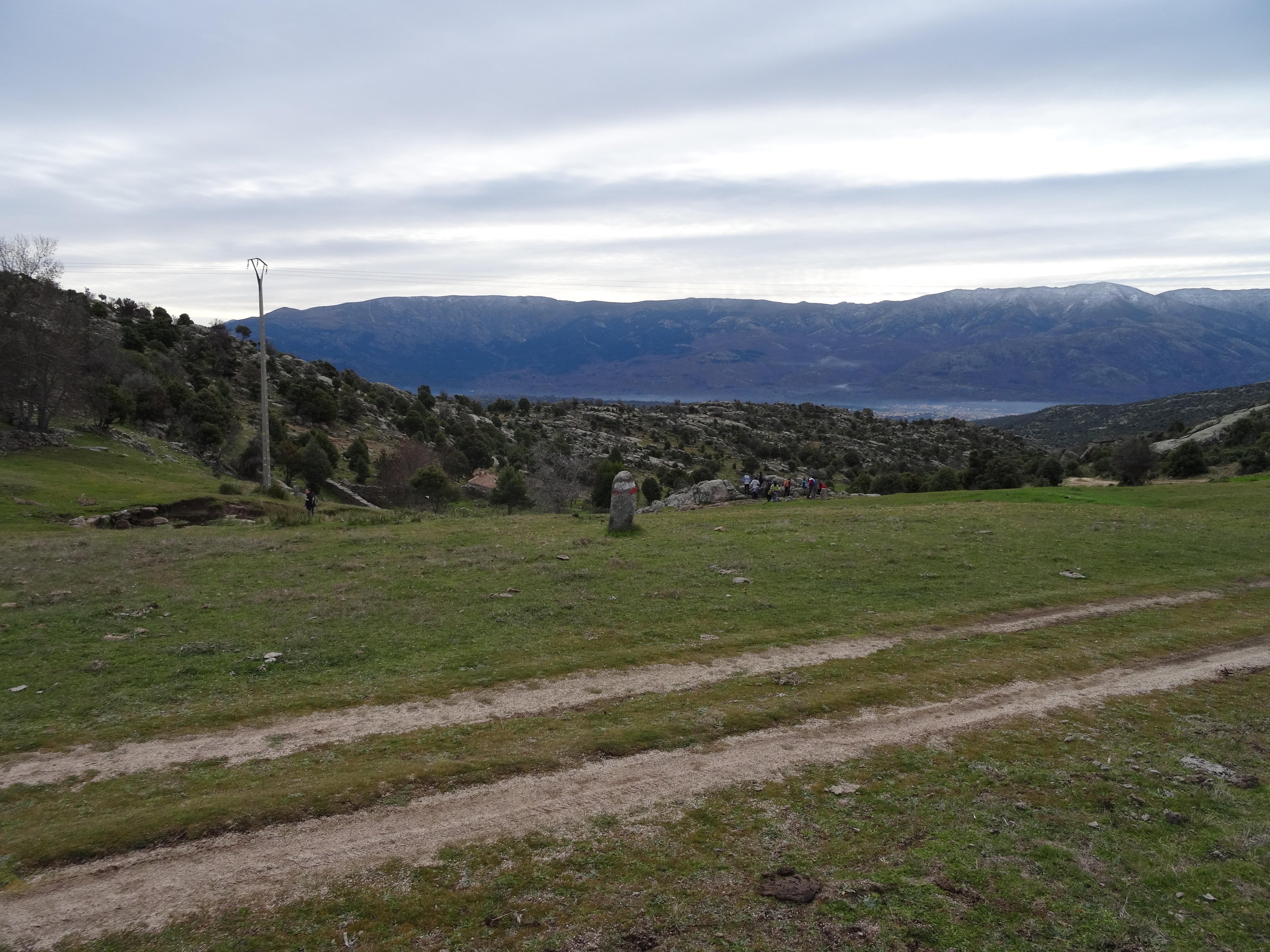
Vistas desde la Fuente del mojón en Navalmoral de la Sierra con el GR 10 al fondo

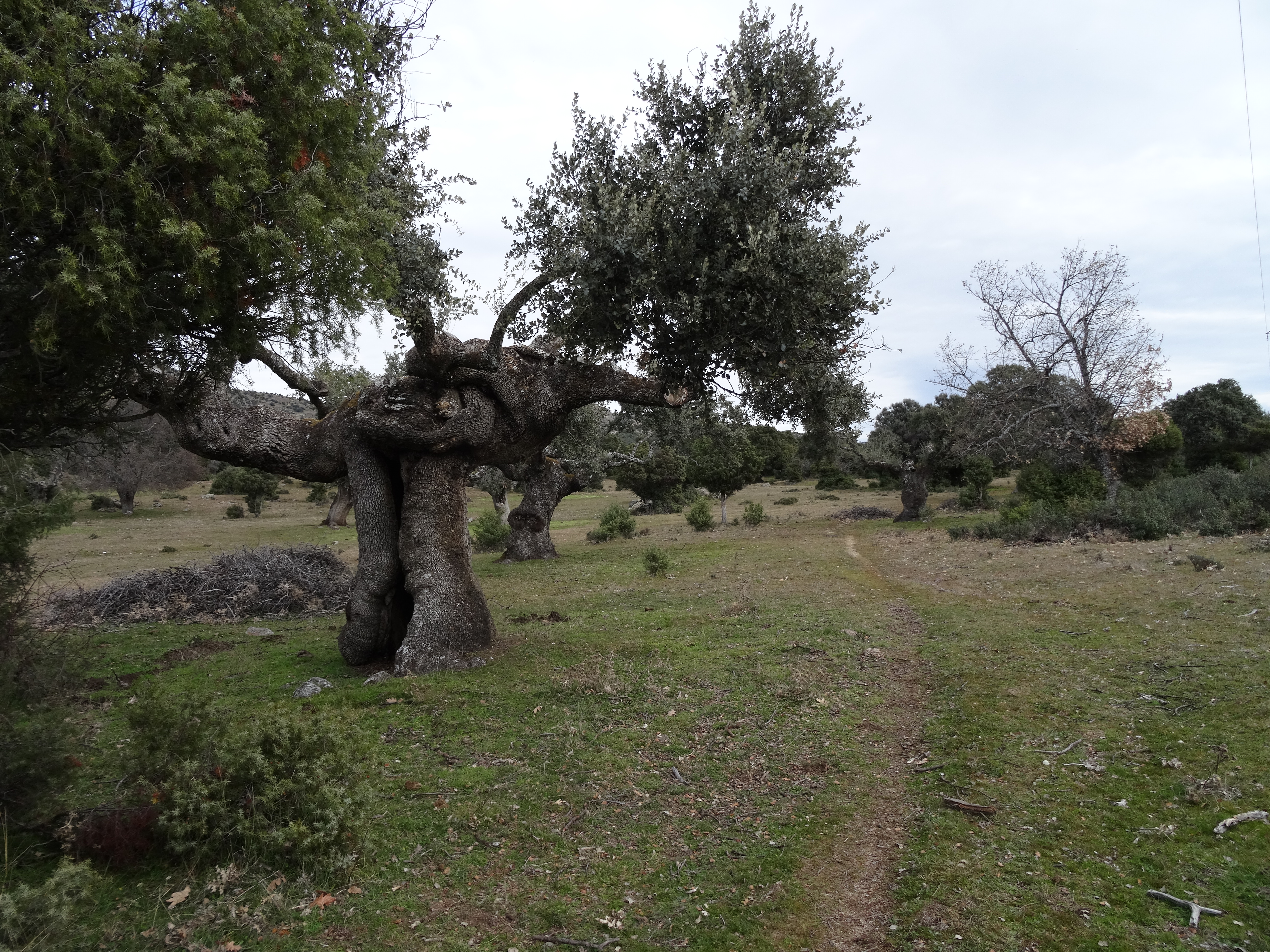
Dehesa de Navalsaúz con sus grandes encinas conocida ya desde el en Navalmoral de la Sierra

La Señalización es la de los senderos homologados de Gran Recorrido es decir blanca y roja.
Esta Variante se realiza en tres etapas:
1ª Etapa : Cebreros-El Barraco
Distancia: 21,7 km
Desnivel: +849 m , - 609 m
Altitud Máxima: 1199 m
Altitud mínima: 737 m
2ª Etapa : El Barraco-San Juan de la Nava-Navalmoral de la Sierra-San Juan del Molinillo-Navarredondilla
Distancia: 18 km
Desnivel: +421 m , - 306 m
Altitud Máxima: 1151 m
Altitud mínima: 1005 m
3ª Etapa : Navarredondilla-Navalacruz-Navaquesera-Navalosa
Distancia: 22,8 km
Desnivel: +895 m , - 713 m
Altitud Máxima: 1562 m
Altitud mínima: 970 m
En el recorrido nos vamos a encontrar con el Puerto de Arrebatacapas, el Pantano del Burguillo,las dehesas de El Barraco, la dehesa de Navalsaúz en Navalmoral de la Sierra , la arquitectura rural de sus pueblos entre otras cosas y unas vistas majestuosas de todo el Espacio Natural Protegido de las Sierras de la Paramera y Serrota, La Reserva Natural del Valle de Iruelas y El Parque Regional Protegido Sierra de Gredos.
- Datos: Q21513176